# Юппі-Ду (фільм)

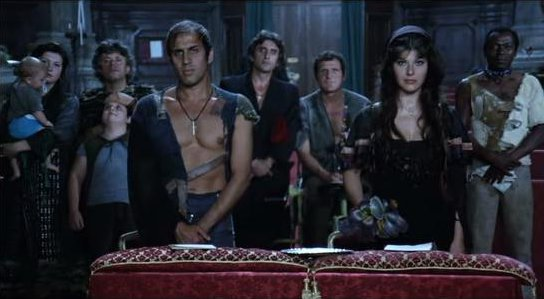
Кадр з фільму, що зображує весілля Феліче (Адріано Челентано) і Аделаїди (Клаудія Морі)

«Юппі-Ду» (італ. Yuppi Du), французька версія існує під назвою «Поспішай, поки не повернулася дружина» — культовий італійський художній фільм 1975 року з Адріано Челентано, Шарлоттою Ремплінг і Клаудією Морі в головних ролях. При створенні цієї картини Челентано виступив також як продюсер, режисер, сценарист і композитор.
Після першого успіху «Юппі-Ду» на довгий час був забутий, однак у 2008 році фільм знову привернув увагу глядачів. Картина була присвячена Граціано Алонсо, оператору фільму, який трагічно загинув під час зйомок.

## Сюжет
Сільвія (Шарлотта Ремплінг) імітує самогубство, щоб розірвати свій шлюб з Феліче (Адріано Челентано) і нарешті жити з тим, з ким вона хоче — міланським багатієм. Кілька років по тому Сільвія хоче повернути дочку — Моніку (Розіта Челентано), народжену нею у шлюбі з Феліче. Феліче, який тим часом одружився, тішить себе думкою знову побачити Сільвію. Він завжди її любив і хотів би жити з нею та їхньою спільною дитиною. Але поруч жінка з не дуже легким характером — Аделаїда (Клаудія Морі).

## Художні особливості
Картина розповідає про життя простих і бідних людей, а також про особисті переживання головного персонажа — Феліче. Фільм поставлений в жанрі рок-мюзиклу і кіноесе. Видовище в ньому поєднується з абсурдом, ексцентрикою і сюрреалізмом. У кінострічці присутні елементи комедії та драми (загибель друга головного героя через нещасний випадок на виробництві).
«Юппі-ду» — данина молодіжній контркультурі кінця 1960—1970-х років, яка намагається прорватися до внутрішнього життя людини через ірраціональне. Звідси і атмосфера фільму, де все рухається на межі реального і гротескного. Картина стала культовою для італійського народу того часу, багато критиків вважають її найважливішою і значущою роботою в кінематографічній кар'єрі Челентано.
| Ліві лапки | «За жанром це мюзикл з життя венеціанської бідноти, в якому химерно сплелися воєдино відгомони неореалізму, вплив комедій Лестера — абсурдних, сюрреалістичних, і своєрідний гумор самого Челентано. В результаті виникло якесь нове видовище — свіже і несподіване» — Георгій Богемський „Феномен Челентано“, щорічник „Екран“ (1986) | Праві лапки |

## У ролях
- Адріано Челентано — Феліче;
- Шарлотта Ремплінг — Сільвія;
- Клаудія Морі — Аделаїда;
- Розіта Челентано — дочка Феліче, Моніка;
- Джино Сантерколе — Наполеон;
- Меммо Діттонго — Сканьямілло;
- Ліно Тоффоло — Нано;
- Піппо Старнацца — чоловік з бару;
- Доменіко Серен Гей — коханець Сільвії;
- Сона Вівані — подруга Наполена;
- Карла Брайт — офіціантка;
- Раффаеле Ді Сіпіо — чоловік в туалеті;
- Альберто Лонгоні — Мімо.

## Знімальна група
- Режисер — Адріано Челентано;
- Оператор — Альфіо Контіні;
- Композитор — Адріано Челентано, Детто Маріано;
- Сценарій — Адріано Челентано, Альберто Сільвестрі, Мікі Дель Прете;
- Сценографія — Джантіто Бурчелларо.

## Продюсування
Продюсуванням фільму зайнявся Челентано. Він залучив до бюджету фільму 420 мільйонів лір, віддавши в заставу свою віллу і землю в провінції Бріанца.

## Музика
У 1975 році вийшов альбом «Yuppi du», що містив саундтреки до фільму. 2008 року разом з відреставрованою версією фільму вийшло ремастоване перевидання альбому на CD.
Список композицій
| #     | Назва                        | Тривалість |
| ----- | ---------------------------- | ---------- |
| 1.    | «L’affondamento»             | 3:46       |
| 2.    | «La messa»                   | 3:48       |
| 3.    | «A chi stai pensando?»       | 0:20       |
| 4.    | «Và chi c'è»                 | 0:45       |
| 5.    | «La ballata»                 | 2:07       |
| 6.    | «La passerella»              | 7:04       |
| 7.    | «Such a cold night to-night» | 4:03       |
| 8.    | «La violenza»                | 1:53       |
| 9.    | «Do dap»                     | 2:57       |
| 10.   | «Yuppi du»                   | 4:26       |
| 11.   | «Il castagnaro»              | 2:17       |
| 12.   | «Il finale»                  | 2:39       |
| 13.   | «Yuppi du»                   | 3:32       |
| 41:23 |                              |            |

## Челентано про фільм
| «„Юппі Ду“ — це крик любові і горя. Це мораль бідняків, мораль простих людей: любов проти влади, любов замість влади» — Челентано в інтерв'ю журналу „Епока“.[2] |
| «Юппі Ду — це крик насолоди. Крик любові між жінкою і чоловіком. Але це також крик жалю через насильство жінки і через втрату друга. Це дуже наївний фільм, який буде цікавий і через двадцять років» — Челентано на 65 Венеціанському кінофестивалі, під час авторської прес-конференції.[5] |

## Венеційський кінофестиваль
4 вересня 2008 року з нагоди відкриття 65-го Венеційського кінофестивалю, де був присутній Адріано разом з дружиною Клаудією Морі, поза програмою в «Палаццо дель Сінема» було представлено відреставровану версію фільму «Юппі-Ду». Незабаром після цього фільм видано на DVD разом з ремастованим альбомом із саундтреками.

## Нещасний випадок
Під час роботи над фільмом «Юппі-Ду» в містечку Павія, на плоту, обладнаному для знімання на воді, стався нещасний випадок — оператор Граціано Алонсо впав у воду і потонув. Знімання припинили на деякий час, а Адріано постав пізніше перед судом. Його звинуватили в ненавмисному вбивстві з необережності, як режисера-постановника фільму. Тільки в 1977 році суд виправдав Челентано за всіма пунктами, і ця трагедія була визнана нещасним випадком.

## Нагороди та номінації
- Номінація на 28-му Каннському кінофестивалі, 1975 рік.[8].
- Премія «Срібна стрічка» від «Італійського національного синдикату кіножурналістів» як «Найкращий музичний фільм», 1976 рік.